# Paolo Isaresi della Mirandola
Paolo Isaresi della Mirandola, OP foi um prelado católico romano que serviu como bispo de Squillace (1601–1602).

## Biografia
Paolo Isaresi della Mirandola foi ordenado sacerdote na Ordem dos Pregadores. No dia 13 de agosto de 1601, foi nomeado Bispo de Squillace durante o papado de Clemente VIII. A 9 de setembro de 1601, foi consagrado bispo por Girolamo Bernerio, bispo de Ascoli Piceno, tendo Aurelio Novarini, arcebispo de Dubrovnik, e Agostino Quinzio, bispo de Korčula, servindo como co-consagradores. Serviu como Bispo de Squillace até à sua morte em 1602.